# توبی وینگ
توبی وینگ (انگلیسی: Toby Wing؛ ۱۴ ژوئیهٔ ۱۹۱۵ – ۲۲ مارس ۲۰۰۱) یک هنرپیشه اهل ایالات متحده آمریکا بود. 